# Bicton, Australien
Bicton är en del av en befolkad plats i Australien. Den ligger i kommunen Melville och delstaten Western Australia, omkring 11 kilometer sydväst om delstatshuvudstaden Perth. Antalet invånare är 6 017.
Runt Bicton är det mycket tätbefolkat, med 1 754 invånare per kvadratkilometer.. Närmaste större samhälle är Perth, omkring 11 kilometer nordost om Bicton. 
Runt Bicton är det i huvudsak tätbebyggt. Genomsnittlig årsnederbörd är 1 018 millimeter. Den regnigaste månaden är maj, med i genomsnitt 176 mm nederbörd, och den torraste är februari, med 9 mm nederbörd.